# اتیونین
اتیونین (به انگلیسی: Ethionine) با فرمول شیمیایی C6H13NO2S یک ترکیب شیمیایی با شناسه پاب‌کم 74123 است. که جرم مولی آن ۱۶۳٫۲۳۹ گرم بر مول می‌باشد. 